# Max-Douguet-Archipel
Der Max-Douget-Archipel (französisch Archipel Max Douget) ist ein Archipel vor der Küste des ostantarktischen Adélielands. Er liegt vor der aufgegebenen französischen Station Port Martin. Zu ihm gehören die Île des Manchots, der Bizeux Rock, die Îles des Rescapés, die Île de l’Empereur und die Île Marguerite.
Französische Wissenschaftler benannten ihn 1998 nach Max Henri Jaques Douguet (1903–1989), Kommandant an Bord der Commandant Charcot bei der von 1948 bis 1951 durchgeführten französischen Polarexpedition.